# 盧普辛根
盧普辛根是瑞士的城鎮，位於該國北部，由巴塞爾鄉村州負責管轄，面積3.12平方公里，海拔高度431米，2012年人口1,361，五成半人口信奉基督教，人口密度每平方公里436人。

## 外部連結
- Official website （页面存档备份，存于） （德文）
- http://www.blick.ch/news/schweiz/basel/volg-im-vollbrand-95144 （页面存档备份，存于）